# أقاليم السنغال
تنقسم السنغال إلى 14 إقليم (بالفرنسية: régions مفردها: région ) وتدار بواسطة مجلس إقليمي (Conseil Régional) منتخب حسب وزن التعداد السكاني في المستوى الإداري للدوائر (Arrondissement ). وتنقسم هذه الأقاليم إلى 45 إدارة (Departments ) و103 دائرة (Arrondissement ) وهي ليس لها تأثير في الإدارة وكذلك تنقسم إلى تعاونيات محلية (Collectivités Locales) أي 14 إقليم و110 شعبية و320 شعبية ريفية وهي تقوم انتخاب الرؤساء. ثلاثة من هذه الأقاليم أنشئت في 10 سبتمبر 2008. عندما انقسمت إقليم كفرين من إقليم كولاك وانقسام إقليم كيدوغو من إقليم تامباكوندا وإقليم سيدهيو
منإقليم كولدا.

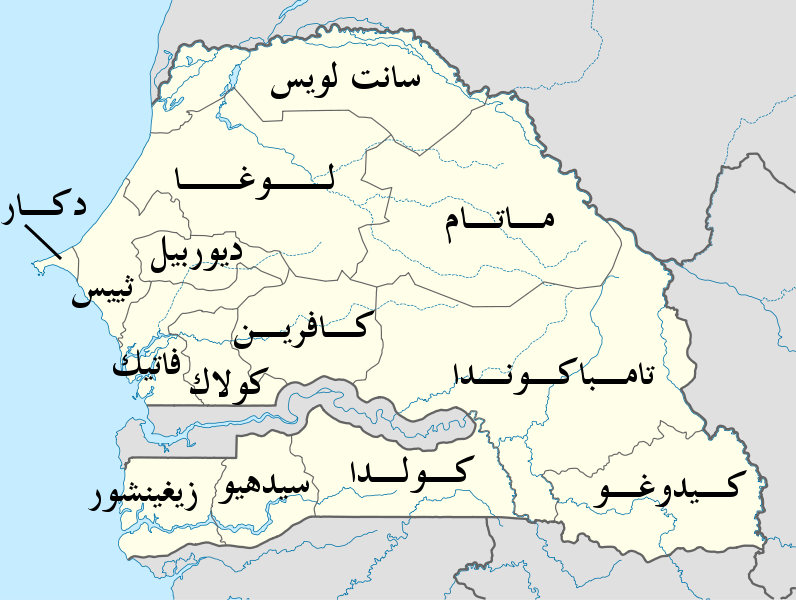
أقاليم السنغال

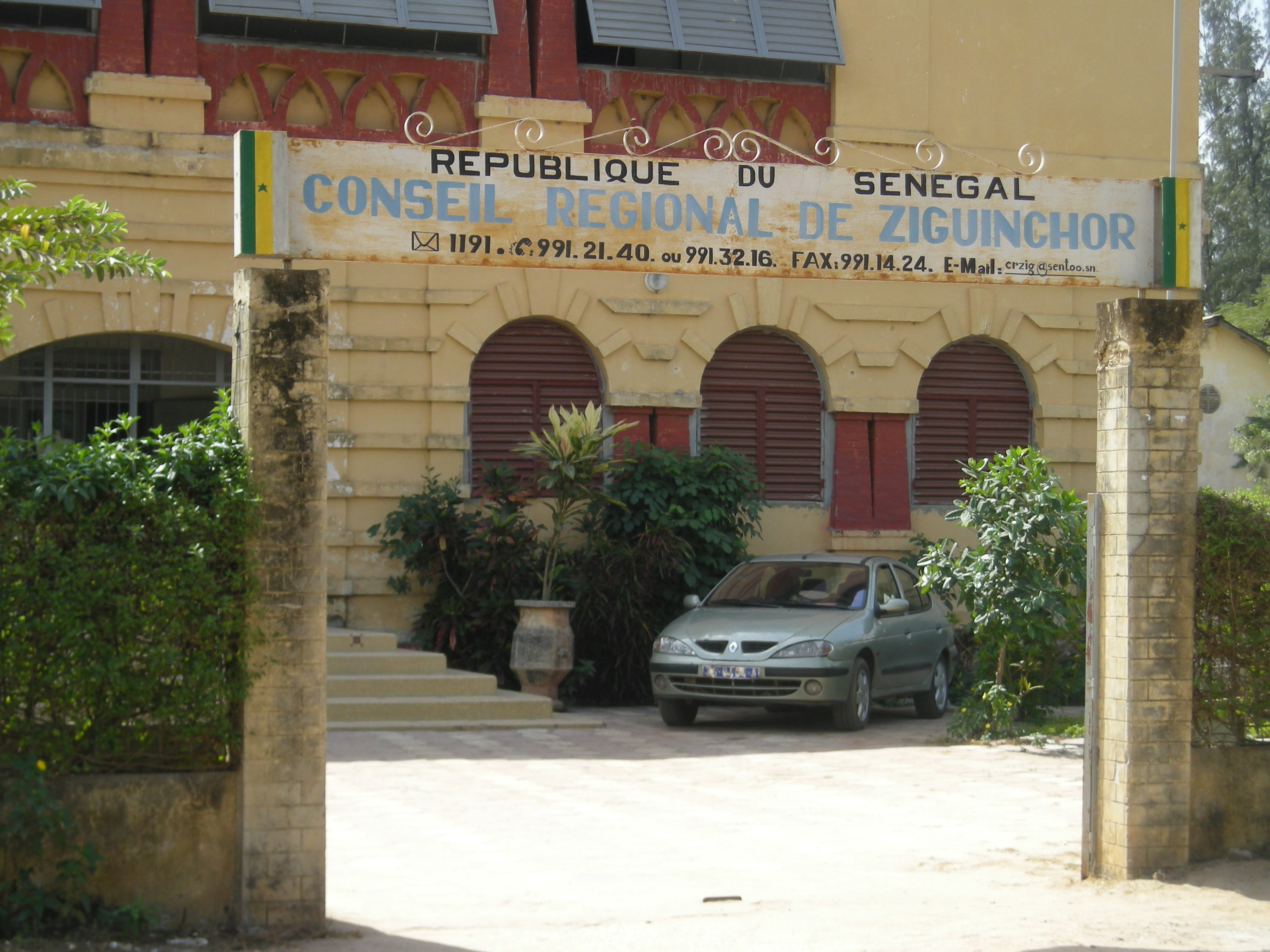
مبنى المجلس الإقليمي في زيغنشور. الإقاليم لا تشابه الإدارات والدوائر ، حيث أن لها وجود إداري وقوة سياسية في السنغال.

حتى هذا التاريخ، هذه هي الإقاليم وعواصمها :
| الإقليم                      | العاصمة                | المساحة | تعداد السكان |
| ---------------------------- | ---------------------- | ------- | ------------ |
| إقليم داكار Dakar            | داكار العاصمة Dakar    | 547     | 3,137,196    |
| إقليم زيغنشور Ziguinchor     | زيغنشور Ziguinchor     | 7,352   | 549,151      |
| إقليم ديوربيل Diourbel       | ديوربيل Diourbel       | 4,824   | 1,497,455    |
| إقليم سانت لويس Saint-Louis  | سانت لويس Saint-Louis  | 19,241  | 908,942      |
| إقليم تامباكوندا Tambacounda | تامباكوندا Tambacounda | 42,364  | 681,310      |
| إقليم كولاك Kaolack          | كولاك Kaolack          | 5,357   | 960,875      |
| إقليم ثييس Thiès             | ثييس Thiès             | 6,670   | 1,788,864    |
| إقليم لوغا Louga             | لوغا Louga             | 24,889  | 874,193      |
| إقليم فاتيك Fatick           | فاتيك Fatick           | 6,849   | 835,352      |
| إقليم كولدا Kolda            | كولدا Kolda            | 13,771  | 714,392      |
| إقليم ماتام Matam            | ماتام Matam            | 29,445  | 562,539      |
| إقليم كفرين Kaffrine         | كفرين Kaffrine         | 11,262  | 566,992      |
| إقليم كيدوغو Kédougou        | كيدوغو Kédougou        | 16,800  | 152,357      |
| إقليم سيدهيو Sédhiou         | سيدهيو Sédhiou         | 7,341   | 452,944      |